# أندرو فيليب براون
أندرو فيليب براون (بالإنجليزية: Andrew Phillip Brown)‏ هو عالم نبات أسترالي، ولد في 1951.